# Вестминстерские провизии
Вестминстерские постановления (англ. Provisions of Westminster) 1259 года — часть серии законодательных конституционных реформ, возникших в ходе противостояния между королём Англии Генрихом III и его баронами.

## Предпосылки
Неудачные военные действия во Франции в 1230 и 1242 году, влияние королевской родни и фаворитов при дворе, а также активное участие в противостоянии между Папой Римским и Священной Римской империей через обретение престола Сицилийского королевства вызвали возникновение оппозиции из знати и церковников. Также негатив придал дорогостоящий образ жизни монарха, начавшего повышать налоги.

## Содержание
Сами по себе постановления были укрупнённой схемой реформы правительства, инициированной избранным комитетом из высшей знати. Этот орган власти появился благодаря оксфордским постановлениям, которые новый документ значительно дополнял и заменял.
Вестминстерские постановления символизировали развитие движения реформаторов, изначально интересовавшегося вопросом отношений между баронами и королём к переосмыслению проблемы арендаторов и взаимных прав и обязанностей, а также работы судов местных феодалов. В итоге в документ также вошли изменения налоговой системы (среди них первое законодательные постановления о праве мёртвой руки), работы королевского суда и некоторые изменения в области уголовного правосудия.

## Исполнение
Генриху III удалось избежать полноценного исполнения постановления благодаря отсутствию единства среди знати и иностранному вмешательству: выпущенной в 1261 году Папой Римским булле, аннулировавшей действие постановлений, и аналогичному по сути амьенскому соглашению 1264 года от французского короля Людовика IX.
Военное противостояние, начавшееся в 1263 году и вошедшее в историю как Вторая баронская война, окончилось победой сторонников королевской власти в 1267 году. Часть Вестминстерских постановлений, ограничивавшая власть монарха была аннулирована, но правовые постановление были подтверждены Мальборским статутом 1267 года.
Вестминстерские постановления описывались как важная часть английского законодательства со времён переизданной в 1225 году Великой хартии вольностей.